# Каракан (Алтайский край)
Каракан — опустевшее село в Солтонском районе Алтайского края России. Входит в состав Макарьевского сельсовета.

## География
Расположен на востоке края. Рельеф увалисто-холмистое плато Салаирского кряжа.
Климат
континентальный. Средняя температура января −17,2 °C, июля +18,6 °C. Годовое количество атмосферных осадков — 580 мм.

## История
Основано в 1850 г.
В 1928 году в административном отношении являлось центром Караканского сельсовета Солтонского района Бийского округа Сибирского края.

## Население
| 1926 | 1997 | 1998 | 1999 | 2000 | 2001 | 2002 | 2003 | 2004 |
| ---- | ---- | ---- | ---- | ---- | ---- | ---- | ---- | ---- |
| 1469 | ↘22  | ↘17  | ↘11  | ↘8   | ↘4   | ↘3   | →3   | ↘2   |
| 2005 | 2007 | 2008 | 2009 | 2010 |      |      |      |      |
| →2   | ↘1   | →1   | →1   | ↘0   |      |      |      |      |

Национальный состав
В 1928 году основное население — русские.
Согласно результатам переписи 2002 года, в национальной структуре населения русские составляли 75 %.

## Инфраструктура
Было развито приусадебное хозяйство. В 1928 году состояло из 310 хозяйств.

## Транспорт
Труднодоступное место.